# Румънски плацдарм
Румънският плацдарм (на полски: Przedmoście rumuńskie) е област в югоизточна Полша, сега Украйна. По време на нахлуването в Полша през 1939 г., в началото на Втората световна война, на 14 септември полският главнокомандващ Едвард Ридз-Шмигли заповядва на всички полски войски сражаващи се на изток от Висла (приблизително 20 дивизии) да се оттеглят към Лвов, а след това към хълмовете по границите на Румъния и Съветския съюз.
До 120 000 полски войници се оттеглят през румънския плацдарм в неутрална Румъния и Унгария. По-голямата част от тези войски се присъединяват към новосформираните полски въоръжени сили във Франция и Обединеното кралство през 1939 и 1940 година. До влизането на САЩ във войната и германското нападение над Съветския съюз (Операция „Барбароса“), полската армия е една от най-големите съюзнически сили.
Румънското правителство също получава съкровищницата на Националната банка на Полша през 1939 г. Една част от него, състояща се от 1261 сандъка, съдържащи 82 403 кг злато, е натоварена на борда на търговски кораб в пристанището на Констанца и е транспортирана до Западна Европа. Транспортът е ескортиран от кораби от румънския флот, за да се предотврати прихващане от съветските подводници в Черно море. Втората част от хазната е депозирана в Румънската национална банка. Той е върнат в Полша на 17 септември 1947 г.